# ASL航空ハンガリー7332便着陸失敗事故
ASL航空ハンガリー7332便着陸失敗事故（ASLこうくうハンガリー7332ちゃくりくしっぱいじこ）は、2016年8月5日に発生した航空事故である。
パリ＝シャルル・ド・ゴール空港発ベルガモ・オーリオ・アル・セーリオ空港行きだったASL航空ハンガリー7332便（ボーイング737-476SF）が、ベルガモ・オーリオ・アル・セーリオ空港への着陸時に滑走路をオーバーランした。乗員2人に怪我はなかったものの機体が付近の道路上で停止したため、空港は約3時間閉鎖され、多くの便がミラノ・マルペンサ空港へダイバートした。

## 事故機

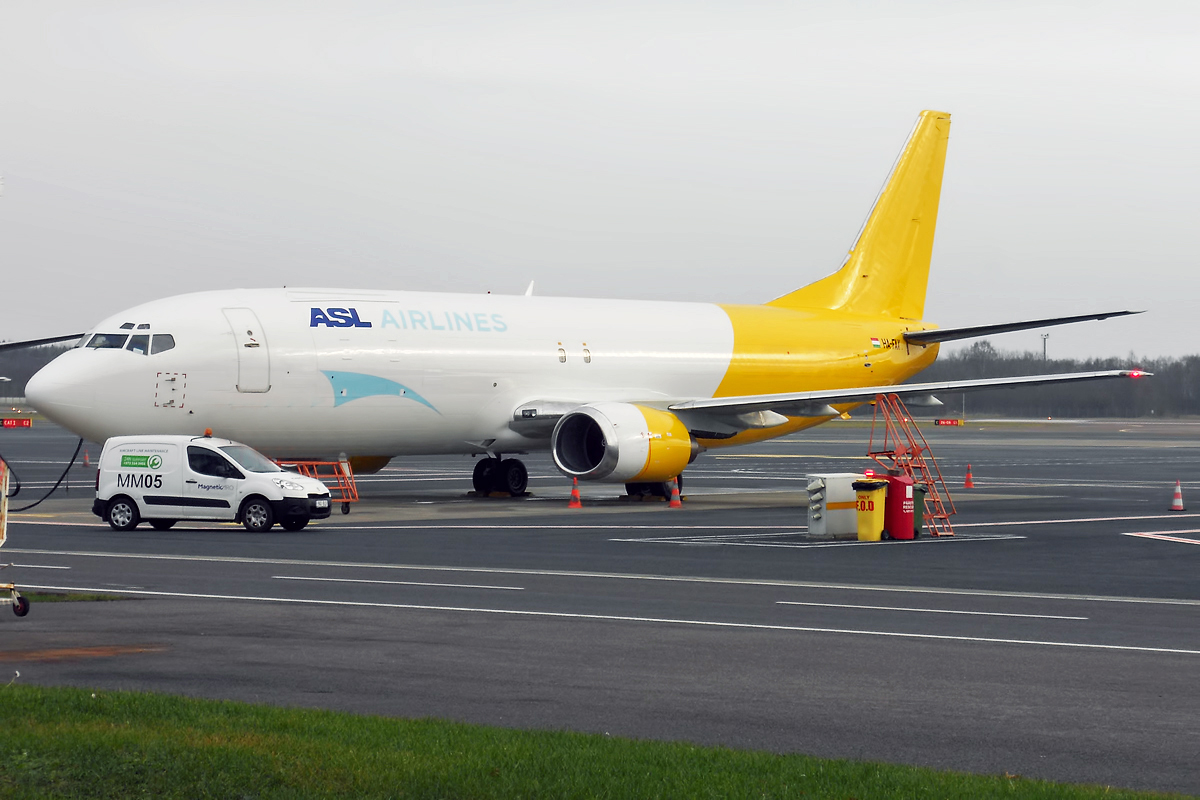
2015年11月に撮影された事故機

事故機のボーイング737-476SF（HA-FAX）は1991年10月に初飛行を行い、同年11月にオーストラリア航空に納入され、1993年10月に親会社であるカンタス航空に移籍した。2014年12月にニュージーランドのエア・ワークが購入し、貨物機に改修された。翌年10月に、ASL航空ハンガリーが事故機を買い、HA-FAXとして登録された。

## 事故の経緯

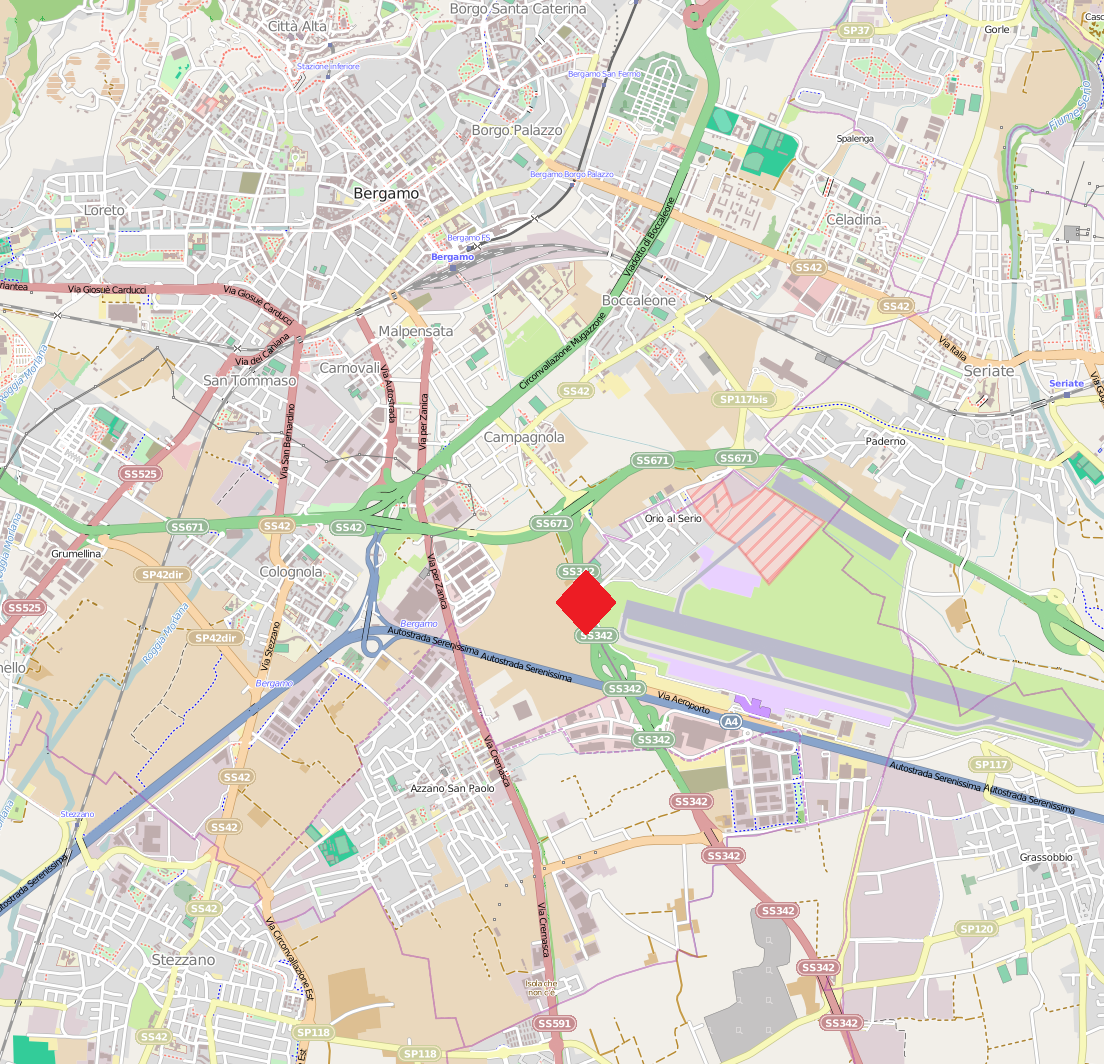
ベルガモ空港とオーバランした地点

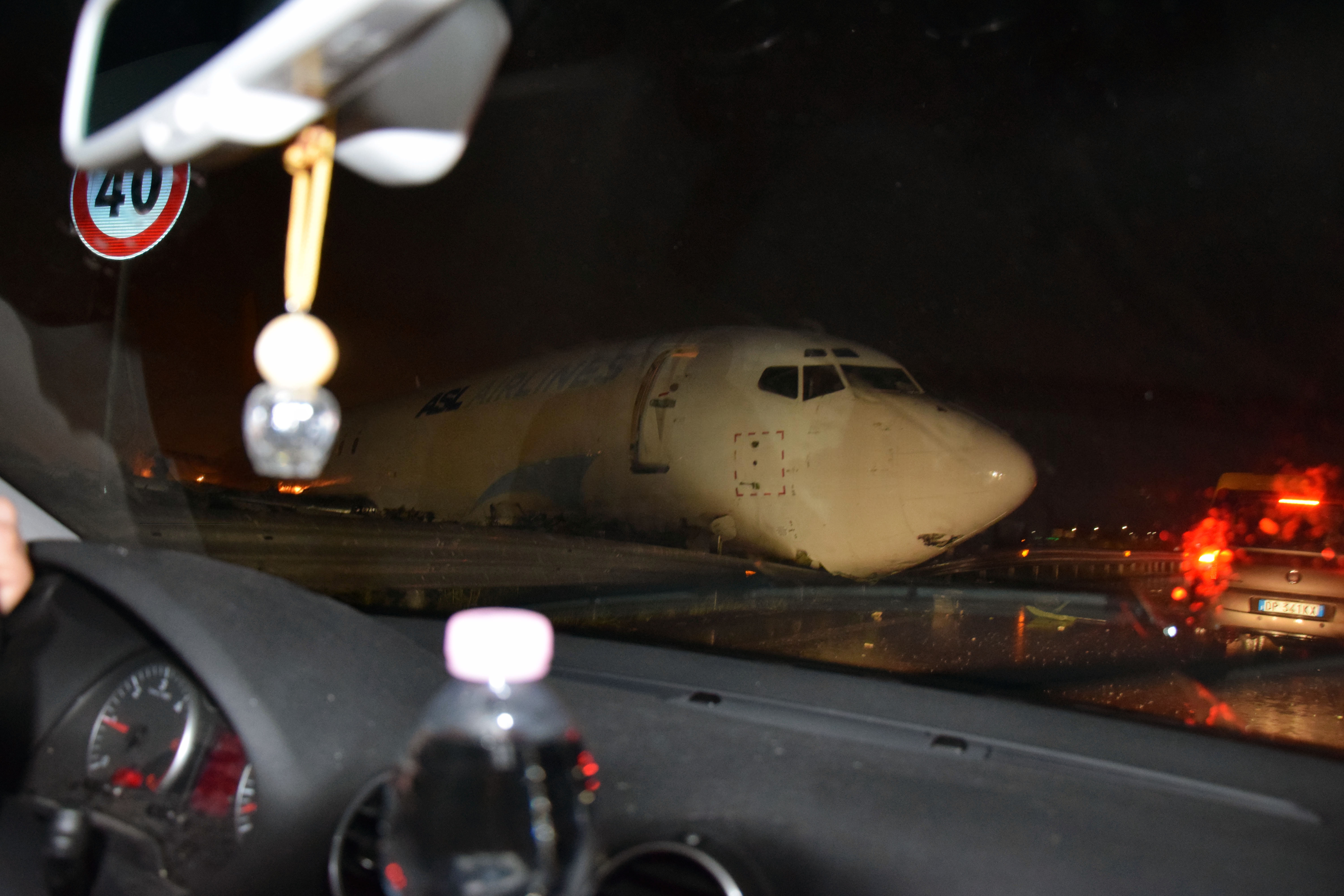
付近の道路から撮影された事故機

ASL航空ハンガリー7332便は、DHL便として運航されており、現地時間2時54分にパリ＝シャルル・ド・ゴール空港を離陸した。ベルガモ・オーリオ・アル・セーリオ空港に接近し、管制官から滑走路28へのILSアプローチを許可された。管制官は続けて、310度から15ノット (28 km/h)の風が吹いており、滑走路面が湿っていることを報告した。
4時07分に、高度140フィート (43 m)を156ノット (289 km/h)で滑走路端を通過した。フレア操作を行った際に30フィート (9.1 m)から20フィート (6.1 m)までの間で14秒飛行した。機体は、9,209フィート (2,807 m)ある滑走路の2,000フィート (610 m)地点に接地した。パイロットは機体を滑走路内で停止させることができず、空港周辺のフェンスを109ノット (202 km/h)の速さで突き抜けた。2つの道路と駐車場、高速道路を突き抜け、滑走路から300m地点で停止した。
オーバーランにより、エンジンと着陸装置が分離し、水平安定板も損傷を受けた。

## 事故調査
イタリアの運輸安全委員会が調査を開始した。CVRとFDRは事故当日に回収され、2016年9月21日に予備報告が発表された。調査委員会は事故原因をパイロットエラーによるものだと結論付けた。パイロットは、進入中に機体の位置の認識を誤っており、その結果、着陸が高速で接地位置も通常よりも奥になってしまった。そのため、機体は滑走路内で停止せず、オーバーランした。
また、調査委員会は以下のことを要因としてあげた。
- 機長が着陸の手順を省いた
- 最終進入時の機体の不適切な飛行
- 乗員が着陸前にA/Tを切断できなかった
- 嵐により照明が見づらかった（パイロットの状況認識不足に影響した可能性がある）
- 着陸直前にパイロットが外部の状況に気を取られ、高速で飛行していることに気づかなかった
- 機長の誤った決定に対して副操縦士が注意できなかった

上記以外にもパイロットの疲労が影響したことにも言及している。